# Phaeonocholaimus monodon
Phaeonocholaimus monodon är en rundmaskart som först beskrevs av E. Ditlevsen 1930.  Phaeonocholaimus monodon ingår i släktet Phaeonocholaimus och familjen Oncholaimidae. Inga underarter finns listade i Catalogue of Life.